# DDR-Leichtathletik-Meisterschaften 1985
Die DDR-Leichtathletik-Meisterschaften wurden 1985 zum 36. Mal ausgetragen und fanden vom 9. bis 11. August zum siebenten Mal im Leipziger Zentralstadion statt, bei denen in 33 Disziplinen (19 Männer/14 Frauen) die Meister ermittelt wurden. Die Meisterschaft diente als letzte Generalprobe für den eine Woche später ausgetragenen Leichtathletik-Europacup in Moskau.
Bei den Männern gelang es sechs Athleten (Emmelmann (200 m), Schönlebe (400 m), Wessig (Hoch), Beyer (Kugel), Schult (Diskus) und Hohn (Speer)) ihren Titel aus dem Vorjahr zu verteidigen, was bei den Frauen fünf Athletinnen (Göhr (100 m), Bruns (1500 m), Oschkenat (100 m Hürden), Drechsler (Weit) und Felke (Speer) sowie der Staffel vom SC Motor Jena (4 × 100 m)) gelang.
Die Ehrenpreise des Generalsekretärs des ZK der SED und Vorsitzenden des Staatsrates der DDR, Erich Honecker, nahmen für die herausragenden Leistungen der Meisterschaften bei den Frauen Marita Koch für ihren 200-Meter-Lauf und Thomas Schönlebe für seinen 400-Meter-Lauf bei den Männern entgegen.
Wie üblich wurden aus zeitlichen oder organisatorischen Gründen verschiedene Wettbewerbe aus dem Programm der in Leipzig stattfindenden Hauptveranstaltung ausgelagert und an andere Orte zu anderen Terminen vergeben. In diesem Jahr waren dies die 10.000-Meter-Läufe, die Marathonläufe, die 4-mal-400-Meter-Staffel der Frauen, das 10-km-Gehen der Frauen, das 20-km-Gehen der Männer, der Siebenkampf (Frauen) sowie der Zehnkampf (Männer) und wie jedes Jahr die Crossläufe.
Dabei verteidigten die Potsdamer Olaf Beyer auf der Mittelstrecke im Crosslauf und Uwe Freimuth im Zehnkampf ihre Titel erfolgreich. Das Frauenquartett vom SC Turbine Erfurt stellte über 4-mal 400 Meter einen neuen DDR-Rekord für Klubstaffeln auf.
Der Magdeburger Sprinter Frank Emmelmann kam zu drei Meisterehren und war damit der erfolgreichste Athlet bei den Meisterschaften. Wie im Vorjahr war der ASK Vorwärts Potsdam die erfolgreichste Mannschaft mit diesmal insgesamt 9 Gold-, 6 Silber- und 6 Bronzemedaillen.

## Hauptveranstaltung

### Männer

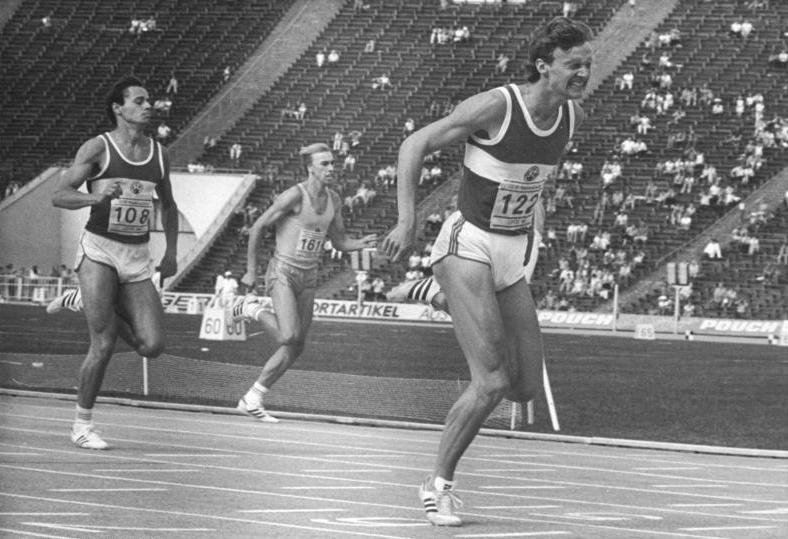
Über 400 m verteidigte Thomas Schönlebe (Nr. 122) seinen Titel erfolgreich vor Jens Carlowitz (Nr. 108) und Guido Lieske (Nr. 161)

| Disziplin                | Gold                                                                          | Gold         | Silber                                                                              | Silber       | Bronze                                                                   | Bronze       |
| 00100 m (Wind: -0,2 m/s) | Frank Emmelmann SC Magdeburg                                                  | 10,31 s      | Steffen Bringmann SC DHfK Leipzig                                                   | 10,33 s      | Torsten Heimrath SC Traktor Schwerin                                     | 10,48 s      |
| 00200 m (Wind: -0,5 m/s) | Frank Emmelmann SC Magdeburg                                                  | 20,35 s      | Olaf Prenzler SC Magdeburg                                                          | 20,60 s      | Heiko Truppel SC Motor Jena                                              | 20,85 s      |
| 00400 m                  | Thomas Schönlebe SC Karl-Marx-Stadt                                           | 44,93 s      | Jens Carlowitz SC Karl-Marx-Stadt                                                   | 45,53 s      | Guido Lieske ASK Vorwärts Potsdam                                        | 45,87 s      |
| 00800 m                  | Ralph Schumann SC Traktor Schwerin                                            | 1:47,26 min  | Andreas Hauck ASK Vorwärts Potsdam                                                  | 1:47,30 min  | Detlef Wagenknecht SC Dynamo Berlin                                      | 1:47,38 min  |
| 01500 m                  | Olaf Beyer ASK Vorwärts Potsdam                                               | 3:40,96 min  | Andreas Hauck ASK Vorwärts Potsdam                                                  | 3:42,23 min  | Mike Dreißigacker SC Dynamo Berlin                                       | 3:42,49 min  |
| 05000 m                  | Werner Schildhauer SC Chemie Halle                                            | 13:27,16 min | Frank Heine ASK Vorwärts Potsdam                                                    | 13:38,62 min | Heiner Mebes SC Magdeburg                                                | 13:54,27 min |
| 110 m Hürden             | Oliver Grawe SC Magdeburg                                                     | 14,37 s      | Andreas Oschkenat SC Dynamo Berlin                                                  | 14,41 s      | Arne Rinckleb SC Karl-Marx-Stadt                                         | 14,51 s      |
| 400 m Hürden             | Hans-Jürgen Ende SC Magdeburg                                                 | 51,34 s      | Thomas Grieser SC DHfK Leipzig                                                      | 52,35 s      | Mario Barduhn SC Dynamo Berlin                                           | 52,53 s      |
| 3000 m Hindernis         | Hagen Melzer SC Einheit Dresden                                               | 8:34,69 min  | Frank Fischer SC Traktor Schwerin                                                   | 8:35,27 min  | Rainer Wachenbrunner SC Dynamo Berlin                                    | 8:40,33 min  |
| 4 × 100 m                | SC Magdeburg Manfred Skottke Hans-Ulrich Riecke Olaf Prenzler Frank Emmelmann | 39,74 s      | SC Karl-Marx-Stadt Jörg Naumann Sören Schlegel Karsten Schuldtt Torsten Straßburger | 40,43 s      | SC Einheit Dresden Rico Goldberg Holger Conrad Frank Lorenz André Matzke | 40,85 s      |
| 50-km-Gehen              | Ronald Weigel ASK Vorwärts Potsdam                                            | 3:47:15,0 h  | Axel Noack TSC Berlin                                                               | 3:56:22,0 h  | Bernd Gummelt ASK Vorwärts Potsdam                                       | 4:00:07,0 h  |
| Hochsprung               | Gerd Wessig SC Traktor Schwerin                                               | 2,24 m       | Andreas Sam SC Karl-Marx-Stadt                                                      | 2,21 m       | Sven Lüddemann ASK Vorwärts Potsdam                                      | 2,18 m       |
| Stabhochsprung           | Christoph Pietz SC Dynamo Berlin                                              | 5,40 m       | Olaf Kasten SC DHfK Leipzig                                                         | 5,30 m       | Uwe Langhammer SC Motor Jena                                             | 5,30 m       |
| Weitsprung               | Uwe Lange SC Dynamo Berlin                                                    | 8,02 m       | Lutz Dombrowski SC Karl-Marx-Stadt                                                  | 8,02 m       | Ron Beer SC Dynamo Berlin                                                | 7,92 m       |
| Dreisprung               | Dirk Gamlin SC Traktor Schwerin                                               | 16,86 m      | Jörg Elbe SC Karl-Marx-Stadt                                                        | 16,68 m      | Bodo Behmer SC Neubrandenburg                                            | 16,38 m      |
| Kugelstoßen              | Udo Beyer ASK Vorwärts Potsdam                                                | 21,50 m      | Ulf Timmermann TSC Berlin                                                           | 21,25 m      | Holger Grell SC DHfK Leipzig                                             | 18,53 m      |
| Diskuswurf               | Jürgen Schult SC Traktor Schwerin                                             | 65,68 m      | Armin Lemme SC Magdeburg                                                            | 64,82 m      | Wolfgang Warnemünde SC Empor Rostock                                     | 62,08 m      |
| Hammerwurf               | Matthias Moder SC Dynamo Berlin                                               | 80,04 m      | Gunther Rodehau SC Einheit Dresden                                                  | 79,76 m      | Ralf Haber SC Karl-Marx-Stadt                                            | 77,56 m      |
| Speerwurf                | Uwe Hohn ASK Vorwärts Potsdam                                                 | 85,78 m      | Klaus-Jörg Murawa SC Turbine Erfurt                                                 | 84,96 m      | Volker Hadwich SC Magdeburg                                              | 80,92 m      |

### Frauen

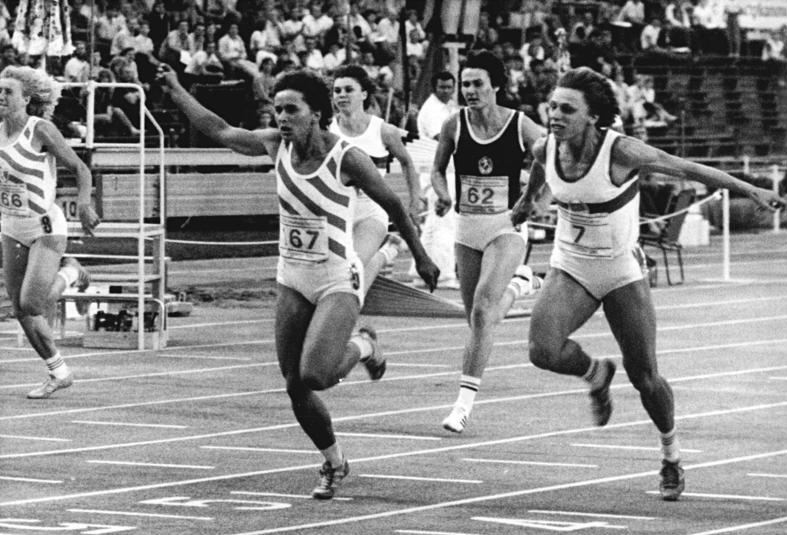
Ihren neunten Titel in Folge über 100 m gewann Marlies Göhr (Nr. 167) in ausgezeichneten 10,94 s vor Marita Koch (Nr. 7). Weiter im Bild Ines Geipel (Nr. 166) und Kerstin Behrendt (Nr. 62).

| Disziplin                     | Gold                                                                  | Gold        | Silber                                                                   | Silber      | Bronze                                                                           | Bronze      |
| 0100 m (Wind: -0,3 m/s)       | Marlies Göhr SC Motor Jena                                            | 10,94 s     | Marita Koch SC Empor Rostock                                             | 10,97 s     | Silke Gladisch SC Empor Rostock                                                  | 10,99 s     |
| 0200 m (Wind: -1,1 m/s)       | Marita Koch SC Empor Rostock                                          | 21,78 s     | Silke Gladisch SC Empor Rostock                                          | 22,12 s     | Sabine Rieger SC Motor Jena                                                      | 22,79 s     |
| 0400 m                        | Kirsten Emmelmann SC Magdeburg                                        | 50,22 s     | Petra Müller SC Chemie Halle                                             | 50,47 s     | Dagmar Neubauer SC Turbine Erfurt                                                | 51,10 s     |
| 0800 m                        | Christine Wachtel SC Neubrandenburg                                   | 1:58,15 min | Hildegard Körner-Ullrich SC Turbine Erfurt                               | 1:58,30 min | Sigrun Ludwigs SC Neubrandenburg                                                 | 1:59,60 min |
| 1500 m                        | Ulrike Bruns ASK Vorwärts Potsdam                                     | 4:04,29 min | Hildegard Körner-Ullrich SC Turbine Erfurt                               | 4:05,00 min | Angelika Zauber SC Dynamo Berlin                                                 | 4:05,72 min |
| 3000 m                        | Ines Bibernell SC Chemie Halle                                        | 9:01,03 min | Angelika Zauber SC Dynamo Berlin                                         | 9:02,36 min | Jeanette Hain SC Dynamo Berlin                                                   | 9:05,55 min |
| 100 m Hürden (Wind: -0,5 m/s) | Cornelia Oschkenat SC Dynamo Berlin                                   | 12,89 s     | Kerstin Knabe SC DHfK Leipzig                                            | 13,00 s     | Heike Terpe SC Magdeburg                                                         | 13,03 s     |
| 400 m Hürden                  | Sabine Busch SC Turbine Erfurt                                        | 54,25 s     | Cornelia Feuerbach SC Magdeburg                                          | 54,96 s     | Ellen Fiedler SC Dynamo Berlin                                                   | 55,23 s     |
| 4 × 100 m                     | SC Motor Jena Ines Geipel Sabine Rieger Ingrid Auerswald Marlies Göhr | 42,96 s     | SC Magdeburg Sylvia Kirchner Heike Terpe Kirsten Emmelmann Manuela Braun | 44,13 s     | SC Dynamo Berlin Cornelia Oschkenat Britta Beisbier Katrin Kruse Ina Morgenstern | 45,55 s     |
| Hochsprung                    | Susanne Helm SC Dynamo Berlin                                         | 1,94 m      | Gabriele Günz SC DHfK Leipzig                                            | 1,91 m      | Andrea Bienias SC DHfK Leipzig                                                   | 1,89 m      |
| Weitsprung                    | Heike Drechsler SC Motor Jena                                         | 7,15 m      | Helga Radtke SC Empor Rostock                                            | 7,13 m      | Sibylle Thiele SC Dynamo Berlin                                                  | 6,77 m      |
| Kugelstoßen                   | Ines Müller SC Empor Rostock                                          | 20,67 m     | Heike Hartwig SC Dynamo Berlin                                           | 20,15 m     | Heidi Krieger SC Dynamo Berlin                                                   | 19,60 m     |
| Diskuswurf                    | Martina Opitz SC DHfK Leipzig                                         | 69,48 m     | Irina Meszynski TSC Berlin                                               | 67,16 m     | Silvia Madetzky SC Chemie Halle                                                  | 63,18 m     |
| Speerwurf                     | Petra Felke SC Motor Jena                                             | 72,96 m     | Regine Kempter TSC Berlin                                                | 63,06 m     | Jana Köpping ASK Vorwärts Potsdam                                                | 61,92 m     |

## Ausgelagerte Wettbewerbe

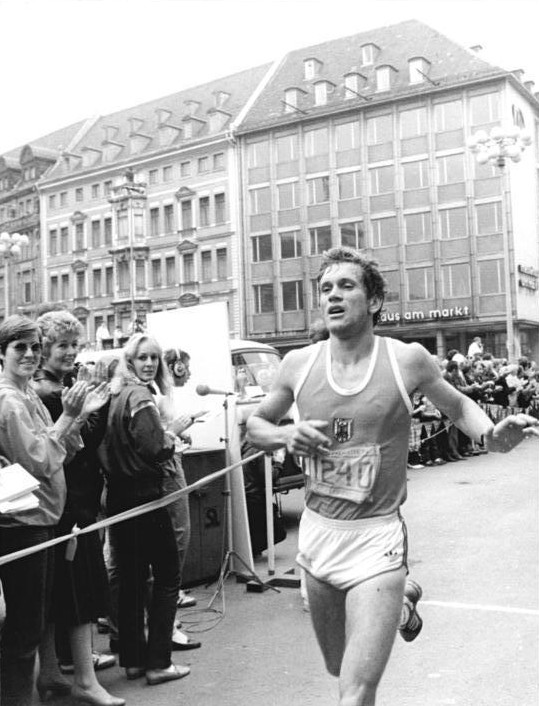
Jörg Peter sicherte sich durch den Sieg beim Leipzig-Marathon den DDR-Meistertitel.

Wie üblich wurden aus zeitlichen oder organisatorischen Gründen verschiedene Wettbewerbe nicht im Rahmen der in Leipzig stattfindenden Hauptveranstaltung ausgetragen. Erstmals mit auf dem Programm standen bei den Frauen das 10-km-Gehen.
Terminkalender der ausgelagerten Wettbewerbe in chronologischer Reihenfolge:
- Crosslauf: Angermünde, 17. März
- 10.000-Meter-Lauf: im Heinz-Steyer-Stadion von Dresden, 29. Mai
- Marathonlauf: im Rahmen des Leipziger KMU-Marathons, 22. Juni
- Gehen: Rundkurs in Potsdam Waldstadt I, 14. Juli – Männer: 20-km-Gehen / Frauen: 10-km-Gehen
- Mehrkämpfe: im Stadion Luftschiffhafen von Potsdam, 20. bis 21. Juli – Männer: Zehnkampf / Frauen: Siebenkampf
- 4-mal-400-Meter-Staffel: im Rahmen des Leichtathletik-Sportfestes „Goldene Oval“ im Heinz-Steyer-Stadion von Dresden, 3. August

### Männer
| Disziplin                        | Gold                               | Gold         | Silber                              | Silber       | Bronze                          | Bronze       |
| 10.000 m                         | Werner Schildhauer SC Chemie Halle | 28:29,27 min | Frank Heine ASK Vorwärts Potsdam    | 28:35,71 min | Michael Heilmann TSC Berlin     | 28:52,90 min |
| Marathon                         | Jörg Peter SC Einheit Dresden      | 2:12:32,0 h  | Stephan Seidemann BSG Motor Teltow  | 2:12:37,0 h  | Frank Konzack SC Cottbus        | 2:16:17,0 h  |
| 20-km-Gehen                      | Hartwig Gauder SC Turbine Erfurt   | 1:23:03,0 h  | Andrej Rubarth ASK Vorwärts Potsdam | 1:26:27,0 h  | Axel Noack TSC Berlin           | 1:26:54,0 h  |
| Zehnkampf                        | Uwe Freimuth ASK Vorwärts Potsdam  | 8427 Punkte  | Christian Schenk SC Empor Rostock   | 8092 Punkte  | Hans-Ulrich Riecke SC Magdeburg | 7910 Punkte  |
| Crosslauf Mittelstrecke – 4,2 km | Olaf Beyer ASK Vorwärts Potsdam    | 12:48,4 min  | Frank Fischer SC Traktor Schwerin   | 12:55,4 min  | Andreas Rettig SC DHfK Leipzig  | 12:58,4 min  |
| Crosslauf Langstrecke – 12,6 km  | Frank Heine ASK Vorwärts Potsdam   | 39:27,4 min  | Axel Krippschock SC Dynamo Berlin   | 40:08,4 min  | Hagen Melzer SC Einheit Dresden | 40:16,9 min  |

### Frauen
| Disziplin        | Gold                                                                        | Gold         | Silber                                                                          | Silber       | Bronze                                                                          | Bronze       |
| 10.000 m         | Ines Bibernell SC Chemie Halle                                              | 33:17,07 min | Gabriele Martins SC Dynamo Berlin                                               | 33:19,91 min | Katrin Dörre SC DHfK Leipzig                                                    | 33:28,36 min |
| Marathon         | Birgit Weinhold SC Motor Jena                                               | 2:32:48,0 h  | Gabriele Martins SC Dynamo Berlin                                               | 2:35:36,0 h  | Uta Pippig ASK Vorwärts Potsdam                                                 | 2:36:45,0 h  |
| 4 × 400 m        | SC Turbine Erfurt Susanne Losch Kristina Jauch Sabine Busch Dagmar Neubauer | 3:25,84 min  | SC Magdeburg Cornelia Feuerbach Undine Bremer Sylvia Kirchner Kirsten Emmelmann | 3:25,92 min  | SC Neubrandenburg Dürten Behrendt Ellen Schulz Sigrun Ludwigs Christine Wachtel | 3:30,59 min  |
| 10-km-Gehen      | Ulla Klaedtke ASK Vorwärts Potsdam                                          | 50:54,0 min  | Doris Kampa SC DHfK Leipzig                                                     | 52:32,0 min  | Katrin Paschke ASK Vorwärts Potsdam                                             | 53:54,0 min  |
| Siebenkampf      | Sibylle Thiele SC Dynamo Berlin                                             | 6276 Punkte  | Heidrun Geißler SC Empor Rostock                                                | 6141 Punkte  | Jana Sobotka SC Karl-Marx-Stadt                                                 | 6118 Punkte  |
| Crosslauf 2,9 km | Jeanette Hain SC Dynamo Berlin                                              | 9:43,5 min   | Monika Kukel ASK Vorwärts Potsdam                                               | 9:55,6 min   | Sabine Leist SC Traktor Schwerin                                                | 10:00,5 min  |

## Medaillenspiegel

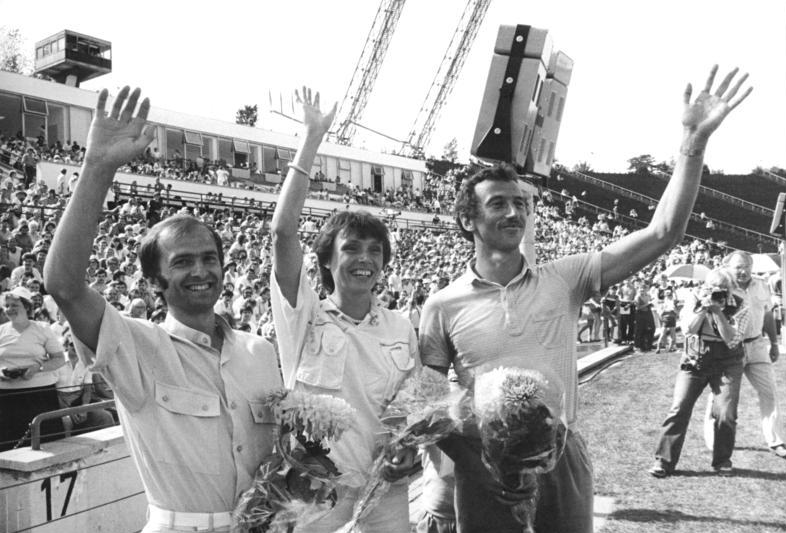
Verabschiedung von Cierpinski, Wöckel und Munkelt.

Der Medaillenspiegel umfasst die Medaillengewinner und -gewinnerinnen aller Wettbewerbe.
| Platz | Verein                        | Verein               | Gold | Silber | Bronze | Gesamt |
| 01    | Logo vom ASK Vorwärts Potsdam | ASK Vorwärts Potsdam | 9    | 6      | 6      | 210    |
| 02    | Logo vom SC Dynamo Berlin     | SC Dynamo Berlin     | 7    | 6      | 110    | 240    |
| 03    | Logo vom SC Magdeburg         | SC Magdeburg         | 6    | 5      | 4      | 150    |
| 04    | Logo vom SC Motor Jena        | SC Motor Jena        | 5    | –      | 3      | 8      |
| 05    | Logo vom SC Traktor Schwerin  | SC Traktor Schwerin  | 4    | 2      | 2      | 8      |
| 06    | Logo vom SC Chemie Halle      | SC Chemie Halle      | 4    | 1      | 1      | 6      |
| 07    | Logo vom SC Turbine Erfurt    | SC Turbine Erfurt    | 3    | 3      | 1      | 7      |
| 08    | Logo vom SC Empor Rostock     | SC Empor Rostock     | 2    | 5      | 2      | 9      |
| 09    | Logo vom SC Einheit Dresden   | SC Einheit Dresden   | 2    | 1      | 2      | 5      |
| 10    |                               | SC DHfK Leipzig      | 1    | 6      | 4      | 110    |
| 11    | Logo vom SC Karl-Marx-Stadt   | SC Karl-Marx-Stadt   | 1    | 5      | 3      | 9      |
| 12    | Logo vom SC Neubrandenburg    | SC Neubrandenburg    | 1    | –      | 3      | 4      |
| 13    | Logo vom TSC Berlin           | TSC Berlin           | –    | 4      | 2      | 6      |
| 14    | Logo der BSG Motor Teltow     | BSG Motor Teltow     | –    | 1      | –      | 1      |
| 15    | Logo vom SC Cottbus           | SC Cottbus           | –    | –      | 1      | 1      |
|       | Total                         | Total                | 45   | 45     | 45     | 135    |

## Randnotizen
Traditionell wurden im Rahmen der Meisterschaften erfolgreiche Athleten vergangener Jahre feierlich aus der Nationalmannschaft verabschiedet. Unter den 60 Athleten, die ihre Laufbahn beendeten, befanden sich Waldemar Cierpinski, Bärbel Wöckel und Thomas Munkelt.